# 王明贵
王明贵（1910年—2005年6月22日），吉林磐石人，中国人民解放军将领、中国人民解放军开国少将。
1934年参加东北人民革命军，后加入东北抗日联军第6军3师8团团长，之后升任3师师长。1945年，编入苏联远东军第2方面军第88旅，进入齐齐哈尔，担任中共嫩江地区委员会书记、嫩江军区司令员、东北野战军骑兵师师长、独8师师长。中华人民共和国后，担任黑龙江省军区副司令员、公安军第十九师师长。1955年，授予中国人民解放军少将。2005年6月22日因病在哈尔滨逝世，享年95岁。